# رود گومل

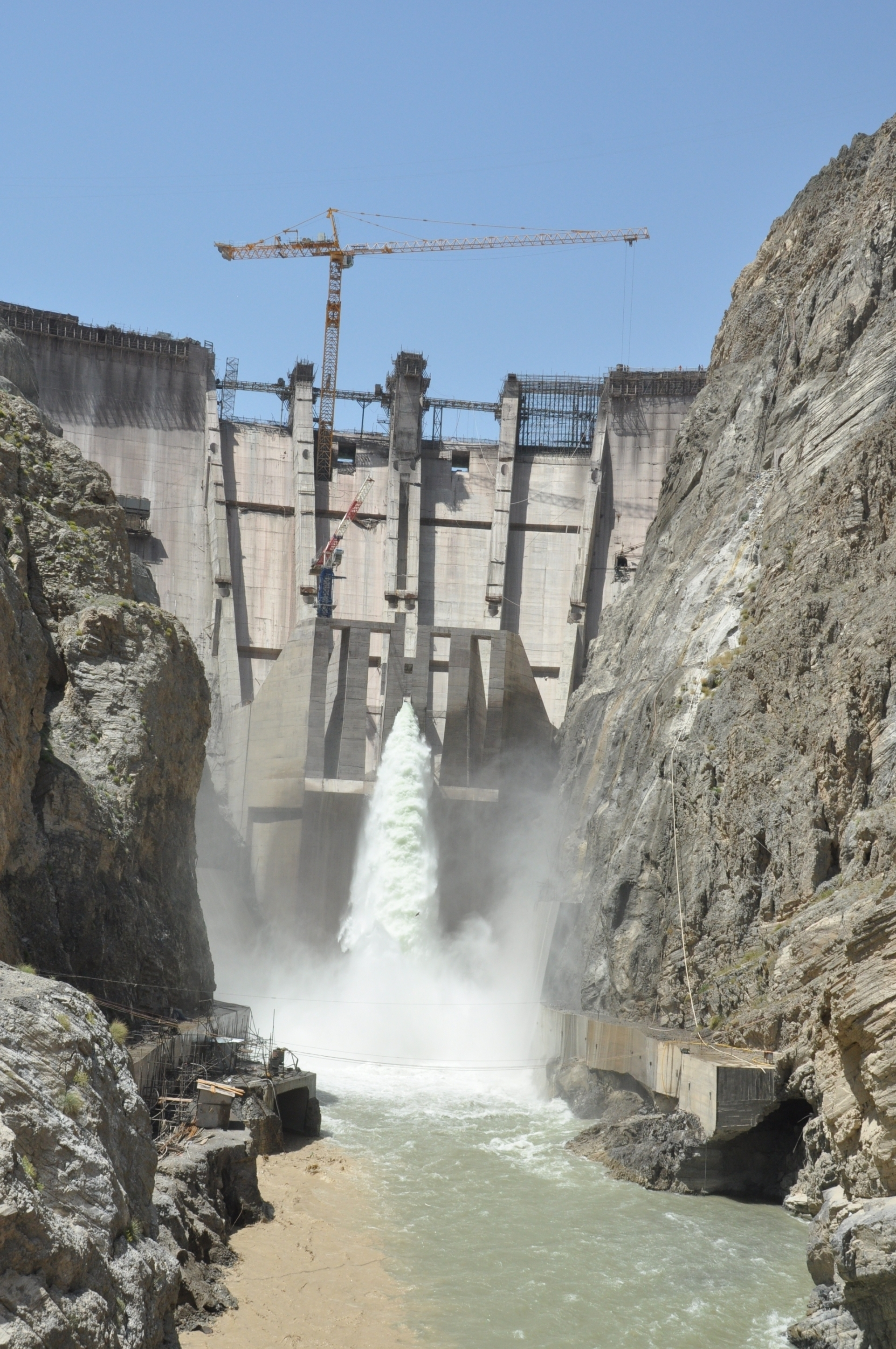
سد گومل زم در سال ۲۰۱۳ افتتاح شد.

رود گومل رودی است به طول ۴۰۰ کیلومتر (۲۵۰ مایل) که به سند می‌ریزد. این رود از کشورهای افغانستان و پاکستان می‌گذرد. از ولایت پکتیکا در شمال افغانستان سرچشمه می‌گیرد و در ۲۰ مایلی جنوب دره اسماعیل خان در ایالت خیبر پختونخوا پاکستان به رود سند می‌پیوندد.
دانشگاه گومل در دره اسماعیل خان و ولسوالی گومل در ولایت پکتیکا افغانستان به نام این رود نامگذاری شده است.

## ریشه‌شناسی
گمان می‌رود نام گومل از رودخانه گوماتی گرفته شده باشد که در ریگ‌ودا ذکر شده است.

## سرچشمه
سرچشمه‌های رود گومل در بخش شمالی ولایت پکتیکا در جنوب شرقی شهر غزنی قرار دارد. چشمه‌هایی که سرچشمه شاخه اصلی گومل را تشکیل می‌دهند، از بالای قلعه در بابکرکل در خیرکوت، ناحیه‌ای در پکتیکا که ساکنان غلجی پشتون‌های طایفه خاروتی و سلیمان خیل است، بیرون می‌آیند. شعبه دیگر گومل، "گمل دوم"، حدود ۱۴ مایلی پایین منشاء به کانال اصلی می‌پیوندد. گومل قبل از ورود به خیبر پختونخوا، پاکستان، از طریق غلجی شرقی به سمت جنوب شرقی جریان دارد.
در داخل پاکستان، رود گومل مرز بین وزیرستان جنوبی و بلوچستان را تشکیل می‌دهد. تقریباً در فاصله ۱۱۰ مایلی از سرچشمه خود، با رود ژوب، شاخه اصلی آن، در نزدیکی خواجوری کاخ می‌ریزد. از رود ژوب تا رود سند حدود ۱۰۰ مایل فاصله دارد. این رود در ناحیه تانک در محلی معروف به گیردوی که در آن پشتون‌های میانی زندگی می‌کنند وارد دره گومل می‌شود.
از آب گومل برای زراعت زمین‌های دره گومل از طریق سامانه زم (رود کوهی) استفاده می‌شود. این رود سپس از دشت دامعان در تحصیل کولاچی و بعداً از تحصیل دره اسماعیل خان می‌گذرد. در ۲۰ مایلی جنوب شهر دره اسماعیل خان به رود سند می‌پیوندد.

## سد گومل زم
سد گومل زم در سال ۲۰۱۳ افتتاح شد.
سدسازی این رود در خواجوری کاخ حتی پس از تصویب اداری آن توسط دولت پاکستان در سال ۱۹۶۳ در سال ۱۸۹۸ پیش‌بینی شده بود. کار بر روی سد گومل زم در سال ۱۹۶۵ متوقف شد. تا سال ۲۰۰۱ در زمان حکومت پرویز مشرف از سر گرفته نشده بود.